# دوجورپایان کرمی
دوجورپایان کرمی (نام علمی: Ingolfiellidae) نام یک تیره از زیرراسته کرمی‌دوجورپاسانان است.